# Кузьма Царешчанка
Кузьма Царешчанка (Терешчанка) (жовтень 1888, Замостище, Рославський повіт, Смоленська губернія — 12 березня 1922, зона окупації СССР Біларусі)  — білоруський політик, організатор Білоруської Армії. Член Вищої Ради БНР та Міністр внутрішніх справ БНР. Міністр білоруських справ Литовської Таріби. Фундатор Військово-дипломатична місії БНР у Латвії та Естонії та ідеолог балтійського геополітичного напрямку модерної політики Біларусі.

## Біографія
Закінчив Псковську землемірну школу (1906), Московський сільськогосподарський інститут (1912). 3 1906 прихильник партії соціалістів-революціонерів. Під час навчання в Москві був активним учасником білоруського студентського гуртка.
3 початку Першої світової війни в діючій армії. 1917 — голова Псковської білоруської ради, делегат з'їзду білорусів-військовослужбовців Північного фронту у Вітебську і Всебілоруського з'їзду в Мінську.
З 1918 член Віленської білоруської ради, один з організаторів Гродненського Білоруського національного комітету. Брав участь в організації Партії білоруських есерів на Гродненщині.
У січні — лютому 1919 — комісар Міністерства білоруських справ Литовської Таріби в Білостоці, Гродно. 3 лютого 1919 призначений А. Луцкевичем на пост міністра внутрішніх справ БНР.
Учасник клубу «Білоруська хатка» в Гродно, один з ініціаторів скликання Білоруського з'їзду Віленщини і Гродненщини влітку 1919.
З осені 1919 — голова Тимчасового Білоруського національного комітету в Мінську, один з керівників Центрального Білоруського союзу сільського господарства.
Член Вищої Ради БНР.
У другій половині 1920 знаходився у Варшаві і західних повітах Білорусі. З 1921 — у Вільнюсі, брав участь в організації Спілки сільського господарства Віленського краю.
На початку 1922 переїхав до російської зони окупації Біларусі (так звана БССР), активно колаборував із большевками — на посадах у Центральному Білоруському союзі сільського господарства.
Помер за загадкових обставин, імовірно убитий ОГПУ (за офіційними даними — від розриву серця).